# 香港2007年4月

## 4月1日
（請按此參閱當天之報章頭條）
- 一名中年婦人在獅子山迷路，冒險徒手攀上陡峭山崖，失足直墮30米下山崖死亡。 明報
- 中央電視台節目《經濟半小時》最新一集，揭露香港旅行團及商舖欺騙中國大陸自由行遊客的行為，涉及對象包括香港皇悅國際旅遊、博覽環球及皇室鐘錶。 明報
- 香港房屋委員會所有公屋屋邨今日起全面禁煙，有市民認為禁煙指示不清晰。 明報

## 4月2日
（請按此參閱當天之報章頭條）
- 有關日前中央電視台節目指控「博覽環球」疑高價賣假貨白金吊墜，香港上市公司恒豐金業旗下的博覽環球高調回應，以為只是溝通問題。 明報
- 假扮速遞員打劫荃灣電腦零件公司，獨行賊意外給自備利刀重創，大動脈流血4公升，不治。 星島日報
- 碧桂園開始公開招股，承銷團預備了200萬份白表供市民索取。 星島日報
- 陳方安生回應曾蔭權早前表示過往自覺是精英的言論，指自己從不覺自己高高在上。 明報
- 食物環境衞生署誤指香港仔街市「四喜鮮魚」出售含甲醛白飯魚，但實際上應是香港仔中心百佳超級市場。 明報
- 灣仔填海計劃擬由15公頃縮減至12.7公頃，灣仔碼頭會被拆卸重置。 明報
- 香港旅遊發展局打算邀請中國大陸女歌手艾敬重新演繹其主唱歌曲《我的1997》，作為慶祝主權移交十周年及吸引遊客訪港。 明報

## 4月3日
（請按此參閱當天之報章頭條）
- 華懋集團主席龔如心逝世，終年69歲。香港電台 （页面存档备份，存于）、明報
- 策發會首次初步歸納出普選特首和立法會各3種主流方案。 明報
- 香港天文台於中午曾誤發海嘯警告。 明報
- 香港天文台於晚上發出寒冷警告，是啟用該警告以來首次在4月份發出。 明報
- 深水埗區議會對北九龍裁判法院作為香港考試及評核局新總部表示反對。 明報
- 香港主要濕地米埔及塱原，首次發現非法棄置建築廢料，影響超過1000平方米。 明報

## 4月4日
（請按此參閱當天之報章頭條）
- 查濟民家族旗下的名力集團，有意入股亞洲電視作主要股東，交易仍有待廣播事務管理局審批。 明報
- 早前被揭發將油魚冒充鱈魚出售的百佳，其所屬集團屈臣氏集團被食物環境衞生署作出檢控。 明報

## 4月5日
（請按此參閱當天之詳細新聞內容及報章頭條）
- 是日為清明節，不少市民到墳場掃墓，警方在各墳場實際交通管制措施，秩序大致良好。 明報
- 一連五天的清明節及復活節長假期開始，入境事務處在各出入境口岸為40多萬人辦理出境手續。 明報
- 香港海關突擊搜查皇室鐘錶珠寶，起出400隻懷疑偽冒瑞士聖凱萊手錶。 明報
- 華人永遠墳場管理委員會宣佈以127萬港元年薪招請墳場行政總裁。 明報
- 電腦雜誌《e-zone》不慎在網上公開了22名得獎者的個人資料，涉嫌侵犯私隱。 明報

## 4月6日
（請按此參閱當天之報章頭條）
- 一名來自江西的香港大學一年級女生章靜雯，3月26日在學生宿舍浴室離奇昏倒，被送往瑪麗醫院深切治療部留醫，經醫生診斷腦部出現水腫雅虎香港；延至4月25日不治離世 （页面存档备份，存于）。
- 香港海關在紅磡一間飾物店，起出價值100萬港元懷疑假冒意大利製造的鍍金飾物。 明報
- 全球首個扭蛋展香港玩具‧扭蛋SHOW於香港會議展覽中心開幕，但令不少入場人士怨聲載道。 明報
- 香港房屋署在藍田邨試驗以太陽能為公用設施供電。 明報

## 4月7日
（請按此參閱當天之報章頭條）
- 香港海葬合法化以來，首次海葬儀式在大小磨刀以東海域舉行。 明報
- 甘泉航空再度發生嚴重延誤，一班飛往倫敦的航班延誤了16小時才起飛。 明報

## 4月8日
（請按此參閱當天之報章頭條）
- 一名女子在旺角彌敦道聯合廣場外被電單車搶劫黨成功強搶手袋。 明報
- 有調查顯示超過八成香港人對運動感興趣，最喜歡運動三甲依次序為足球、緩步跑及羽毛球。 明報
- 政府計劃以83億港元為全香港3個垃圾堆填區擴建，佔地共325公頃。 明報[]
- 新一套《香港植物誌》出版，為自1912年後的最新版本。 明報[]

## 4月9日
（請按此參閱當天之報章頭條）
- 香港行政長官曾蔭權今早會在北京中南海，接受国务院總理温家宝任命為第三屆香港特別行政區行政長官。 明報
- 沙田馬場爆發大規模馬匹疱疹病毒，2007年首三個月已累積有近全港一成馬匹受感染。 明報
- 自香港大部份小學校舍進行改善工程後，至今累計53所小學受「殺校令」影響而將停辦，涉及工程的開支達11億港元。 明報

## 4月10日
（請按此參閱當天之報章頭條）
- 深圳一名17歲港少年曾俊樺因頭暈嘔吐等感冒病徵入院，但醫生為他吊了三次針後，由腸胃炎變腦死亡植物人。 明報
- 有「演唱會之父」之稱的張耀榮因拒絕向時富投資清還420萬港元訟費，遭香港高等法院頒令破產。 明報
- 龔如心逝世後遺產誰屬引發爭議，有指將會捐作慈善用途，但有神秘人表示自己才是受益人。 明報

## 4月11日
（請按此參閱當天之報章頭條）
- 醫院管理局轄下的威爾斯親王醫院殮房被揭發交錯遺體燒錯屍事件，新界東醫院聯網總監馮康在記者會認為屬人為疏忽。 明報
- 碧桂園中午截止公開招股，預計凍結資金逾3,100億港元，為香港歷來第二大。 星島日報
- 將軍澳景林邨街市深夜又發生三級火，為同區半個月來第二次發生街市火災。 明報
- 香港地鐵發佈其進行的調查，過半受訪者不滿兩鐵合併進度。 明報
- 工商及科技局建議，在約350個人流較多的政府場地提供Wi-Fi無線上網，預計於2009年6月前全面完工。 明報

## 4月12日
（請按此參閱當天之報章頭條）
- 食物環境衞生署在荃灣及馬鞍山兩街市驗出青豆含有染色素；綠色和平則驗出菜心及荷蘭豆含有禁用農藥六六六及克百威。 明報
- 龔如心的訃聞，以她自1990年起失蹤的丈夫王德輝名義刊登。 明報
- 有中國大陸孕婦突破來港分娩新政策，在沙頭角中英街成功越過邊界到港產子。 太陽報 （页面存档备份，存于）
- 政府表明普選方案，應符合《基本法》、獲廣泛市民支持、可取得立法會三分二議員支持，以及可獲得中央審慎考慮。 明報
- 《信報月刊》舉辦教育樞紐論壇，邀請香港九間大學的校長，獨欠香港教育學院校長莫禮時。 明報
- 香港理工大學一學會交接儀式，被指玩不文遊戲Happy Corner。 明報
- 中信銀行及洛陽欒川鉬業公開招股前夕，分別降低及提高招股價上限。 明報

## 4月13日
（請按此參閱當天之報章頭條）
- 香港政府公佈2008年公眾假期名單，維持全年共17天公眾假期。 明報[永久]

## 4月14日
（請按此參閱當天之報章頭條）
- 香港政府成立香港電影發展局以促進香港電影業的發展，發展局由蘇澤光擔任主席。 香港政府新聞公報 （页面存档备份，存于）

## 4月15日
（請按此參閱當天之報章頭條）
- 第26屆香港電影金像獎頒獎典禮晚上假香港文化中心舉行，《父子》一片奪得「最佳電影」等五個獎項，而年僅十歲的吳澋滔亦憑該片奪「最佳男配角」及「最佳新演員」獎項；此外，劉青雲及鞏俐分別憑《我要成名》及《满城尽带黄金甲》奪得「影帝」及「影后」之殊榮。 明報

## 4月16日
（請按此參閱當天之詳細新聞內容及報章頭條）
- 香港及澳門的消委會抽查兩地共23款魷魚絲及魚乾，發現所有魷魚絲都含有俗稱「砒霜」的致癌重金屬「砷」，部分含量超標逾兩倍，呼籲市民不要過量進食，以免損害肝臟。 香港消委會新聞稿
- 另外，香港消費者委員會調查三大超級市場貨品，發現去年平均售價普遍上升逾2%，其中食油加幅高達一成。 香港消委會新聞稿
- 《壹本便利》被控於去年6月刊登14歲女歌手李蘊的濕身照，觸犯防止兒童色情物品條例，裁判官判處之罪名不成立。 明報 （页面存档备份，存于）
- 筲箕灣一名男子將雞蛋放入微波爐烹調，之後拿出雞蛋時蛋黃爆開而受傷，專家指蛋黃會因突沸效應而突然爆開。 明報 （页面存档备份，存于）
- 香港地鐵為免令香港立法會議員誤解向其施壓，決定抽起宣傳兩鐵合併好處的電視廣告。 明報 （页面存档备份，存于）

## 4月17日
（請按此參閱當天之詳細新聞內容及報章頭條）
- 涉及徐步高的三宗槍擊案，死因研訊傳召徐妻李寶玲作供，並為此案最後一位證人。 明報 （页面存档备份，存于）
- 香港海關針對近日有中國內地旅客疑在香港購到假貨，將派員到內地為旅客錄取口供及搜集證據。  明報 （页面存档备份，存于）
- 已故的華懋集團主席王龔如心，下午於香港殯儀館設靈。 明報 （页面存档备份，存于）
- 香港地鐵港島綫於傍晚繁忙時間發生訊號系統故障，上環至金鐘的列車服務一度需要暫停。 明報 （页面存档备份，存于）

## 4月18日
（請按此參閱當天之報章頭條）
- 卡地亞及伯爵控告蘇富比拍賣改裝手錶屬侵權行為。 明報 （页面存档备份，存于）
- 審計署發現應科院花公費18萬港元聘風水師。 明報 （页面存档备份，存于）
- 前政務司司長陳方安生獲加拿大一家智囊機構頒發獎項，對她在推動自由價值的貢獻以表讚揚。明報 （页面存档备份，存于）

## 4月19日
（請按此參閱當天之報章頭條）
- 今天是香港首次舉辦生果日，全香港多家小學都在本日舉辦特別活動，當中包括全校師生齊食水果，有部份學校亦有為學生舉辦健康飲食活動。衛生署網頁 （页面存档备份，存于）
- 龔如心遺產誰屬出現爭議，神秘受益人陳振聰聲稱自己而非華懋慈善基金是唯一受益人。 明報 （页面存档备份，存于）

## 4月20日
（請按此參閱當天之報章頭條）
- 薄扶林道128號即日起被列為暫定古蹟，有效期為12個月。 香港政府新聞公報

## 4月21日
（請按此參閱當天之報章頭條）
- 位於堅尼地道28號的舊英童學校，正式成為前任行政長官辦公室。 香港政府新聞公報 （页面存档备份，存于）
- 13,839多人在香港大球場集體朗頌《道德經》，打破健力氏世界紀錄大全「最多人同時集體發聲誦讀」的世界紀錄。明報 （页面存档备份，存于）、大公報 香港文匯報
- 第一屆全港運動會晚上於小西灣運動場開幕，邀請得政府官員、知名運動員、歌手等出席。明報 （页面存档备份，存于）

## 4月22日
（請按此參閱當天之報章頭條）
- 中華人民共和國交通部副部長翁孟勇指港珠澳大橋已完成基本的前期工作。此外，知情人士表示有機會於2007年內動工。香港文匯報

## 4月23日
（請按此參閱當天之報章頭條及天氣報告）
- 龔如心遺產爭奪事件有進一步發展，聲稱是遺產唯一受益人的陳振聰透過其律師向遺產承辦處登記知會備忘。 明報 （页面存档备份，存于）
- 市建局公布觀塘市中心重建項目的最終規劃方案，地積比降低至7.5倍，分析指若樓價下跌一成整個項目可能會虧蝕30億港元。 明報 （页面存档备份，存于）
- 中國國家林業局贈送予香港的一對大熊貓，將於4月26日從臥龍運至香港。 明報 （页面存档备份，存于）
- 政府批准港九小輪三條來往南丫島的航線加價，平均加幅為7.3%，新收費將於2007年5月13日起生效。 明報 （页面存档备份，存于）

## 4月24日
（請按此參閱當天之詳細新聞內容、報章頭條及天氣報告）
- 受一道低壓槽影響，香港廣泛地區是日滂沱大雨，香港天文台發出2007年首個紅色及黃色暴雨警告。 明報 （页面存档备份，存于）
- 中環利源東街發生寬4米、長8米，深4米的路陷，4人受傷，消防處證實現場地底曾爆水管。 明報 （页面存档备份，存于）
- 懷疑涉及徐步高的三宗槍擊案，裁判官繼續引導陪審團作出裁決，陪審團退庭商議後暫末作出裁決，須留宿香港高等法院。 明報 （页面存档备份，存于）
- 聲稱是龔如心遺產的唯一受益人的陳振聰，其家族所控制之宏霸數碼集團出現股權變動，涉及龔如心旗下公司。 明報 （页面存档备份，存于）
- 香港政府完成公務員薪酬水平調查，決定不調整現有公務員的薪級表。 明報 （页面存档备份，存于）
- 臥龍及香港各方面均為即將赴香港的一對大熊貓作最後準備，臥龍方面將設歡送儀式歡送大熊貓赴港。 明報 （页面存档备份，存于）
- 被審計署批評財政及管理混亂的應科院，其行政總裁楊日昌已作請辭並獲得接納。 明報 （页面存档备份，存于）

## 4月25日
（請按此參閱當天之詳細新聞內容及是日報章頭條)
- 涉及徐步高的三宗槍擊案，陪審團一致裁定徐是合法被殺，而梁成恩、曾國恒及巴籍護衛是為徐步高非法所殺。 明報 （页面存档备份，存于）
- 華懋慈善基金向高等法院傳入知會備忘，要求確認龔如心在2002年所訂立之遺囑是真確，並頒令陳振聰聲稱持有的遺囑無效。 明報 （页面存档备份，存于）
- 發生地陷的一段利源東街仍未全面解封，維修工程至翌日才會完成，有商戶表示會向政府索償。商業電台1[永久]2[永久] 3[永久]
- 將於翌日赴香港的一對大熊貓，工作人員正為熊貓赴港作最後的準備工作。中國評論 香港文匯報 （页面存档备份，存于）
- 中國國家旅遊局提出赴香港旅行團的新措施，以遏止違規經營的旅行社繼續經營。頭條日報 （页面存档备份，存于） 明報[永久]
- 有53年歷史的中環皇后碼頭於午夜後停用，大批市民到皇后碼頭懷緬一番。有團體以靜坐形式堅持爭取皇后碼頭原址保留。亞視新聞 新城電台

## 4月26日
（請按此參閱當天之報章頭條）
- 中國國家林業局贈送到香港的一對大熊貓抵達香港海洋公園，並分別把熊貓命名為樂樂及盈盈。 香港政府新聞公報 （页面存档备份，存于）

- 中港兩地的政府官員在機場舉行熊貓交接儀式，並公布命名結果。其中雄性熊貓606命名為樂樂，而雌性熊貓610則命名為盈盈。命名評審委員會主席表示，有關方面共收到7,600對提名，選用『樂樂』作雄性熊貓之名字，是希望牠到達香港後可快樂開心地生活，甚至「樂不思蜀」地使每個香港人均能得到歡樂；而雌性熊貓『盈盈』則寓意熊貓能令香港經濟盈豐，且與普通話的『迎』字發音相似，代表香港市民非常歡迎一對大熊貓抵達香港。而香港民政事務局局長何志平在致辭時冀大熊貓在香港生活愉快，並祝願早日開枝散葉，連生貴子。
- 大熊貓在早上離開臥龍，工作人員在早上7時15分安排兩隻熊貓進入鐵籠，606熊貓『樂樂』狀似心情興奮，在鐵籠裡動來動去，610熊貓『盈盈』則狀態不錯，雙目有神。早上8時05分，熊貓離開保育中心運上貨車，附近學校的學童及飼養員夾道歡送。運送兩隻熊貓的貨車沿途由公安開路並兩度停下，以檢查熊貓的身體狀況並避免暈車。早上11時05分，運送熊貓的貨車抵成都機場，工作人員在候機樓忙於為牠們量度體重，好奇的熊貓邊吃著特別為其準備四川竹葉及蘋果，邊窺看籠外情況。及至中午時份，工作人員利用升降台，將熊貓運上專機的貨艙內，機倉環境寬敞，燈光溫和，氣溫保持約10度。負責的機師表示，他的首要任務是要令飛機不會顛簸及保持平穩，讓熊貓能舒適地度過兩小時航程。
- 經過兩小時的航程，專機於下午四時前到達香港國際機場，在籠內的兩隻大熊貓隨即由起落架運到地面，經漁護署及海洋公園人員作初步檢查後再送上貨車。貨車於離開機場後由警車開路，直抵香港海洋公圍，並於下午五時半左右到達。園方安排『樂樂』及『盈盈』先在大熊貓園的後勤區暫往，待隔離30天及適應香港的環境後，有望於7月1日香港主權移交十周年紀念日時與公眾見面。

- 獲69萬5千人、近400倍超額認購的洛陽欒川鉬業（港交所：3993）首天上市股價即出現約59%之升幅，最高報11.28元，收市報10.82元。星島日報 （页面存档备份，存于）、亞洲電視
- 為慶祝香港主權移交十周年，中國道教協會與中華宗教文化交流協會在香港舉辦歷來最大型的《道德經》版本文物展。 明報 （页面存档备份，存于）
- 女演員李惠歡（李楓）被發現停牌期間駕駛，於觀塘裁判法院承認2項控罪。明報
- 香港大學調查發現，接近半數香港大專院校學生出現抑鬱症徵狀。 明報 （页面存档备份，存于）
- 教育統籌局局長李國章獲美國外科協會頒榮譽院士銜，為該會賦予海外外科醫學界同業之最高殊榮，據悉曾獲此銜的外科醫生全球僅61位。明報[永久] 香港政府新聞網

## 4月27日
（請按此參閱當天之報章頭條）
- 食物安全中心進行恆常食物監察計劃，其中於荃灣楊屋道街市一個檔口取出化驗的扇貝樣本被驗出含有高水平的痲痺性貝類毒素。頭條日報 （页面存档备份，存于） 香港政府資訊中心 （页面存档备份，存于）
- 鱷魚恤入稟香港高等法院，控告美國品牌Crocs侵權，使顧客誤以為可從其門市購得Crocs涼鞋。 明報 （页面存档备份，存于）
- 作為深港西部通道配套道路的3號幹線大欖隧道，其營辦商有意取消現有的優惠以提高收費。 明報 （页面存档备份，存于）
- 法轮功创始人李洪志由香港启程流亡。据悉二十二日下午五时三十五分李洪志突然以商业人员的身份，持回美证(号码：00一一0六七八七，中国签证号00三八二一)，乘美国西北航空公司NW0八七次航班从北京入境，二十四日下午一时三十分又匆匆搭乘中国国际航空公司CA一0九次航班离境赴香港，在北京共停留四十四个小时，入境卡和出境卡均为李洪志亲笔所填。就在李洪志入境的第二天，四月二十三日，部分法轮功练习者聚集天津师范大学的事件迅速升级，人数猛增到六千三百多人。二十四日上午，在李洪志还没有离境时，北京等不少地方的法轮功练功点都纷纷接到通知，要求二十五日组织练习者到中南海周围"集体练功"。二十五日，一万多名法轮功练习者在中南海周围聚集。当时，李洪志正在香港，直到二十七日晚十时十五分，才乘香港国泰航空公司CX一0三次航班，从香港飞往澳大利亚的布里斯班。

## 4月28日
（請按此參閱當天之報章頭條）
- 美國《Forbes Traveler》雜誌選出世界上最多人到訪過的50個旅遊景點，其中香港的迪士尼樂園和海洋公園分別以520萬及438萬人次排名第24位及第33位。ForbesTraveler.com、多維新聞網、大公報
- 美國《時代雜誌》行亞洲之最選舉，重慶大廈及香港國際六人木球賽分別被選為「最佳反映全球化地方」及「最佳運動發現」。 星島日報 （页面存档备份，存于）
- 香港禮品及贈品展2007正式揭幕，吸引來自38個國家及地區的3,900家參展商與及逾20,000名買家登記參觀；政務司司長許仕仁指政府計劃投放一億元在香港設計中心上。 頭條日報 （页面存档备份，存于）
- 一輛單層新巴在赤柱舂坎角下斜時撞牆，27人受傷送院。 明報 （页面存档备份，存于）
- 受大幅加租影響，商務印書館旗艦店決定撤出星光行，遷往美麗華酒店商場。 明報 （页面存档备份，存于）
- 2036靈芝孢子老闆張彥峯與7名員工涉嫌在泰國芭堤雅的士高內集體吸毒被捕。 明報 （页面存档备份，存于）

## 4月29日
（請按此參閱當天之報章頭條）
- 地球之友在2006年11月曾發生山火的元朗大欖黃泥墩水塘一帶舉辦植樹，有近700名市民參加，種植約萬棵樹苗。亞洲電視、星島日報[永久]
- 有調查發現逾四成香港勞動人口每週工作時間超過50小時，一成更達70小時以上。 明報 （页面存档备份，存于）
- 4月28日舉行的香港中學會考中國語文科考試中的作文試題懷疑泄漏，補習教師蕭源的一篇範文與考試其中一條以檸檬茶為題的題目雷同，香港考試及評核局表示會徹查事件。 明報 （页面存档备份，存于）
- 14歲香港鋼琴家黃蔚然，在烏克蘭舉辦的「霍洛維茲國際青少年鋼琴大賽」中奪得中級組冠軍。 明報 （页面存档备份，存于）

## 4月30日
- 香港記者協會及香港人權監察等組織組成「撐港台運動」，以支持香港電台脫離政府架構並全面轉為獨立公共廣播機構從而保障香港新聞自由，據指4天內已獲800多人簽名支持。明報[永久] 大紀元 （页面存档备份，存于）
- 一名患有免疫系統疾病白塞病的患者，因美國友邦保險增加保費削減保障，入稟香港區域法院，控告保險公司殘疾歧視。 明報 （页面存档备份，存于）
- 領匯行政總裁蘇慶和表示基於健康理由，於7月約滿後不再續約。 明報 （页面存档备份，存于）
- 油麻地果欄重置計劃再被提出，建議重置於長沙灣副食品批發市場第二期。 明報 （页面存档备份，存于）
- 食物安全中心發現有肉乾及肉鬆樣本含過量硝酸鹽。 明報 （页面存档备份，存于）

| 香港新聞動態 |
| \| - 2024年香港：1月 - 2月 - 3月 - 4月 - 5月 - 6月 - 7月 - 8月 - 9月 - 10月 - 11月 - 12月 - 2023年香港：1月 - 2月 - 3月 - 4月 - 5月 - 6月 - 7月 - 8月 - 9月 - 10月 - 11月 - 12月 - 2022年香港：1月 - 2月 - 3月 - 4月 - 5月 - 6月 - 7月 - 8月 - 9月 - 10月 - 11月 - 12月 - 2021年香港：1月 - 2月 - 3月 - 4月 - 5月 - 6月 - 7月 - 8月 - 9月 - 10月 - 11月 - 12月 - 2020年香港：1月 - 2月 - 3月 - 4月 - 5月 - 6月 - 7月 - 8月 - 9月 - 10月 - 11月 - 12月 - 2019年香港：1月 - 2月 - 3月 - 4月 - 5月 - 6月 - 7月 - 8月 - 9月 - 10月 - 11月 - 12月 - 2018年香港：1月 - 2月 - 3月 - 4月 - 5月 - 6月 - 7月 - 8月 - 9月 - 10月 - 11月 - 12月 - 2017年香港：1月 - 2月 - 3月 - 4月 - 5月 - 6月 - 7月 - 8月 - 9月 - 10月 - 11月 - 12月 - 2016年香港：1月 - 2月 - 3月 - 4月 - 5月 - 6月 - 7月 - 8月 - 9月 - 10月 - 11月 - 12月 - 2015年香港：1月 - 2月 - 3月 - 4月 - 5月 - 6月 - 7月 - 8月 - 9月 - 10月 - 11月 - 12月 - 2014年香港：1月 - 2月 - 3月 - 4月 - 5月 - 6月 - 7月 - 8月 - 9月 - 10月 - 11月 - 12月 - 2013年香港：1月 - 2月 - 3月 - 4月 - 5月 - 6月 - 7月 - 8月 - 9月 - 10月 - 11月 - 12月 - 2012年香港：1月 - 2月 - 3月 - 4月 - 5月 - 6月 - 7月 - 8月 - 9月 - 10月 - 11月 - 12月 - 2011年香港：1月 - 2月 - 3月 - 4月 - 5月 - 6月 - 7月 - 8月 - 9月 - 10月 - 11月 - 12月 - 2010年香港：1月 - 2月 - 3月 - 4月 - 5月 - 6月 - 7月 - 8月 - 9月 - 10月 - 11月 - 12月 - 2009年香港：1月 - 2月 - 3月 - 4月 - 5月 - 6月 - 7月 - 8月 - 9月 - 10月 - 11月 - 12月 - 2008年香港：1月 - 2月 - 3月 - 4月 - 5月 - 6月 - 7月 - 8月 - 9月 - 10月 - 11月 - 12月 - 2007年香港：1月 - 2月 - 3月 - 4月 - 5月 - 6月 - 7月 - 8月 - 9月 - 10月 - 11月 - 12月 - 2006年香港：1月 - 2月 - 3月 - 4月 - 5月 - 6月 - 7月 - 8月 - 9月 - 10月 - 11月 - 12月 - 2005年香港：1月 - 2月 - 3月 - 4月 - 5月 - 6月 - 7月 - 8月 - 9月 - 10月 - 11月 - 12月 - 2004年香港：1月 - 2月 - 3月 - 4月 - 5月 - 6月 - 7月 - 8月 - 9月 - 10月 - 11月 - 12月 - 2003年香港：1月 - 2月 - 3月 - 4月 - 5月 - 6月 - 7月 - 8月 - 9月 - 10月 - 11月 - 12月 - 2002年香港：1月 - 2月 - 3月 - 4月 - 5月 - 6月 - 7月 - 8月 - 9月 - 10月 - 11月 - 12月 - 2001年香港：1月 - 2月 - 3月 - 4月 - 5月 - 6月 - 7月 - 8月 - 9月 - 10月 - 11月 - 12月 - 2000年香港：1月 - 2月 - 3月 - 4月 - 5月 - 6月 - 7月 - 8月 - 9月 - 10月 - 11月 - 12月 - 1999年香港：1月 - 2月 - 3月 - 4月 - 5月 - 6月 - 7月 - 8月 - 9月 - 10月 - 11月 - 12月 - 1998年香港：1月 - 2月 - 3月 - 4月 - 5月 - 6月 - 7月 - 8月 - 9月 - 10月 - 11月 - 12月 - 1997年香港：1月 - 2月 - 3月 - 4月 - 5月 - 6月 - 7月 - 8月 - 9月 - 10月 - 11月 - 12月 參 \| |
| - 2024年香港：1月 - 2月 - 3月 - 4月 - 5月 - 6月 - 7月 - 8月 - 9月 - 10月 - 11月 - 12月 - 2023年香港：1月 - 2月 - 3月 - 4月 - 5月 - 6月 - 7月 - 8月 - 9月 - 10月 - 11月 - 12月 - 2022年香港：1月 - 2月 - 3月 - 4月 - 5月 - 6月 - 7月 - 8月 - 9月 - 10月 - 11月 - 12月 - 2021年香港：1月 - 2月 - 3月 - 4月 - 5月 - 6月 - 7月 - 8月 - 9月 - 10月 - 11月 - 12月 - 2020年香港：1月 - 2月 - 3月 - 4月 - 5月 - 6月 - 7月 - 8月 - 9月 - 10月 - 11月 - 12月 - 2019年香港：1月 - 2月 - 3月 - 4月 - 5月 - 6月 - 7月 - 8月 - 9月 - 10月 - 11月 - 12月 - 2018年香港：1月 - 2月 - 3月 - 4月 - 5月 - 6月 - 7月 - 8月 - 9月 - 10月 - 11月 - 12月 - 2017年香港：1月 - 2月 - 3月 - 4月 - 5月 - 6月 - 7月 - 8月 - 9月 - 10月 - 11月 - 12月 - 2016年香港：1月 - 2月 - 3月 - 4月 - 5月 - 6月 - 7月 - 8月 - 9月 - 10月 - 11月 - 12月 - 2015年香港：1月 - 2月 - 3月 - 4月 - 5月 - 6月 - 7月 - 8月 - 9月 - 10月 - 11月 - 12月 - 2014年香港：1月 - 2月 - 3月 - 4月 - 5月 - 6月 - 7月 - 8月 - 9月 - 10月 - 11月 - 12月 - 2013年香港：1月 - 2月 - 3月 - 4月 - 5月 - 6月 - 7月 - 8月 - 9月 - 10月 - 11月 - 12月 - 2012年香港：1月 - 2月 - 3月 - 4月 - 5月 - 6月 - 7月 - 8月 - 9月 - 10月 - 11月 - 12月 - 2011年香港：1月 - 2月 - 3月 - 4月 - 5月 - 6月 - 7月 - 8月 - 9月 - 10月 - 11月 - 12月 - 2010年香港：1月 - 2月 - 3月 - 4月 - 5月 - 6月 - 7月 - 8月 - 9月 - 10月 - 11月 - 12月 - 2009年香港：1月 - 2月 - 3月 - 4月 - 5月 - 6月 - 7月 - 8月 - 9月 - 10月 - 11月 - 12月 - 2008年香港：1月 - 2月 - 3月 - 4月 - 5月 - 6月 - 7月 - 8月 - 9月 - 10月 - 11月 - 12月 - 2007年香港：1月 - 2月 - 3月 - 4月 - 5月 - 6月 - 7月 - 8月 - 9月 - 10月 - 11月 - 12月 - 2006年香港：1月 - 2月 - 3月 - 4月 - 5月 - 6月 - 7月 - 8月 - 9月 - 10月 - 11月 - 12月 - 2005年香港：1月 - 2月 - 3月 - 4月 - 5月 - 6月 - 7月 - 8月 - 9月 - 10月 - 11月 - 12月 - 2004年香港：1月 - 2月 - 3月 - 4月 - 5月 - 6月 - 7月 - 8月 - 9月 - 10月 - 11月 - 12月 - 2003年香港：1月 - 2月 - 3月 - 4月 - 5月 - 6月 - 7月 - 8月 - 9月 - 10月 - 11月 - 12月 - 2002年香港：1月 - 2月 - 3月 - 4月 - 5月 - 6月 - 7月 - 8月 - 9月 - 10月 - 11月 - 12月 - 2001年香港：1月 - 2月 - 3月 - 4月 - 5月 - 6月 - 7月 - 8月 - 9月 - 10月 - 11月 - 12月 - 2000年香港：1月 - 2月 - 3月 - 4月 - 5月 - 6月 - 7月 - 8月 - 9月 - 10月 - 11月 - 12月 - 1999年香港：1月 - 2月 - 3月 - 4月 - 5月 - 6月 - 7月 - 8月 - 9月 - 10月 - 11月 - 12月 - 1998年香港：1月 - 2月 - 3月 - 4月 - 5月 - 6月 - 7月 - 8月 - 9月 - 10月 - 11月 - 12月 - 1997年香港：1月 - 2月 - 3月 - 4月 - 5月 - 6月 - 7月 - 8月 - 9月 - 10月 - 11月 - 12月 參       |

1. ↑  容量有限，本表只列出香港回歸以來各年各月香港新聞動態。關於更早年代的各年各月香港新聞動態，詳見於某年香港（某年表示1997年之前的公曆年份）。